# ペンギンたちの夢
『ペンギンたちの夢』（ペンギンたちのゆめ）はThe Kaleidoscopeのミニ・アルバム。

## 内容
事実上最後のオリジナル・アルバム。タイトル曲「ペンギンたちの夢」は日本テレビ・ytv系「THEワイド」エンディング・テーマ。但し、「fish」は織田哲郎によるプロデュースではないため、未収録である。

## 収録曲
1. ペンギンたちの夢
作詞・作曲：石田匠　編曲：織田哲郎・The Kaleidoscope
2. オールドチェアー
作詞・作曲：石田匠　編曲：長田直也・The Kaleidoscope
3. You Strike Me
作詞・作曲：石田匠　編曲：The Kaleidoscope
4. キス
作詞・作曲：石田匠　編曲：The Kaleidoscope
5. Walk on
作詞・作曲：石田匠　編曲：織田哲郎・The Kaleidoscope

## 参加ミュージシャン
- 織田哲郎 - ギター
- 長田直也 - キーボード